# Gene Hackman
Eugene Allen "Gene" Hackman, född 30 januari 1930 i San Bernardino i Kalifornien, död 18 februari 2025 i Santa Fe i New Mexico, var en amerikansk skådespelare. Han fick sitt genombrott i Bonnie och Clyde (1967) och slog igenom på bred front med French Connection – Lagens våldsamma män (1971), för vilken han belönades med en Oscar. Han har även mottagit en Oscar för sin roll i De skoningslösa (1992). Hans sista betydande roll innan han gick i pension 2004 blev i The Royal Tenenbaums (2001), en roll för vilken han fick en Golden Globe.

## Biografi

### Uppväxt
Gene Hackman var son till Eugene Ezra Hackman och Anna Lyda Elizabeth (född Gray). Han hade en bror vid namn Richard. Familjen flyttade frekvent under hans tidiga år men stadgade sig i Danville i Illinois där de flyttade in hos hans mormor Beatrice. Hans far började arbeta på tryckeriet till den lokala dagstidningen. Hackman bestämde sig för att bli skådespelare redan som 10-åring. Föräldrarna skiljde sig när han var 13 år gammal och fadern försvann ur familjens liv.

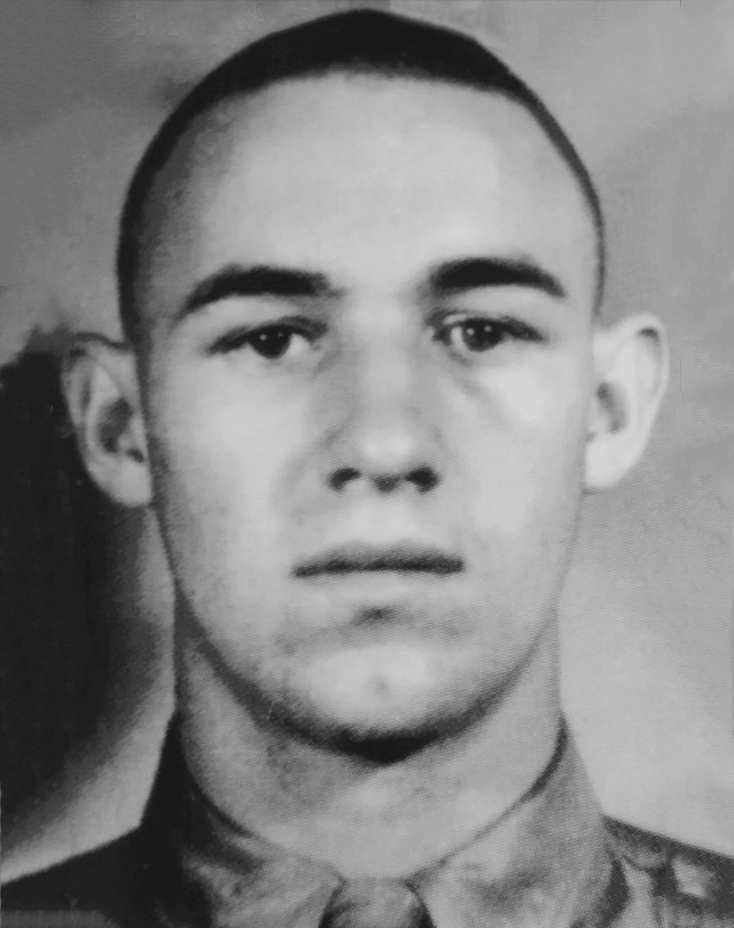
Gene Hackman i USA:s marinkår.

 Hackman bodde kort i Storm Lake i Iowa för att gå sitt andra år på gymnasiet på Storm Lake High School. Som sextonåring hoppade han av skolan för att gå med i marinkåren. Han ljög om sin ålder vid ansökan. Han tjänstgjorde i fyra och ett halvt år som radiooperatör och var stationerad i både Qingdao och Shanghai. När den Kinesiska revolutionen hade tagit över stora delar av landet 1949 blev han istället stationerad på Hawaii och i Japan tills han muckade 1951.
Efter tjänstgöringen flyttade Hackman till New York, där han hade flera olika ströjobb. Hans mor dog 1962 i en brand som uppstod till följd av hennes rökning. Han började sedan studera journalistik och TV-produktion på University of Illinois eftersom han fick utbildningen gratis genom den så kallade G.I. Bill, då han tjänstgjort i amerikanska försvaret. Han hoppade senare av studierna och flyttade tillbaka till Kalifornien för att förverkliga drömmen om att bli skådespelare.

### Tidig karriär
Hackman kom tillbaka till Kalifornien 1956 och började studera vid Pasadena Playhouse. Där blev han vän med skådespelaren Dustin Hoffman och de båda blev utbölingarna i klassen och framröstade till "minst sannolika att lyckas". Hackman fick också inte bara lägst betyg i klassen, utan lägst betyg i skolans historia, vilket gjorde honom än mer bestämd att motbevisa lärarna. Han återvände till New York och han, Hoffman och Robert Duvall delade lägenheter i olika kombinationer genom 1960-talet. Hackman tog arbeten på bland annat restaurang och som dörrvakt för att finansiera sina provspelningar.
Hackmans första roller var i TV-serierna The United States Steel Hour (1959), Brenner (1959), Tallahassee 7000 (1961) och Försvarsadvokaterna (1961). Han fick även teaterroller i pjäserna The Saintliness of Margery Kempe (1959) och The Premise (1960). Hans första filmroll blev en mindre som polis i filmen Mad Dog Coll (1961). 1963 gjorde han sin Broadwaydebut i Children From Their Games men pjäsen spelades bara en kort tid innan den lades ner. Samma öde väntade även hans nästa pjäs, A Rainy Day in Newark. Däremot blev hans kommande pjäs Any Wednesday (1964), där han spelade mot Sandy Dennis, en stor succé.
Hackman blev genom pjäsen uppmärksammad av agenter i Hollywood vilket gav honom en liten men betydande biroll i filmen Lilith (1964). Filmen fick till en början ett ganska dåligt mottagande av kritiker, men fick upprättelse då New York Times drog tillbaka sin recension och skrev en ny. Under inspelningen blev Hackman och hans motspelare Warren Beatty goda vänner, då de enligt rykten hade exakt samma invändningar mot regissörens val. Hackman återvände sedan till teatern i pjäsen Poor Richard, som gjorde över 100 spelningar under 1964 till 1965. Han gjorde också flera mindre roller i TV-serier som Hawk (1966) och The F.B.I. (1967) och i filmer som Hawaii (1966), Banning (1967) och First to Fight (1967). Han fick rollen som Mr. Robinson i Mandomsprovet (1967) men fick sparken av regissören Mike Nichols tre veckor in i produktionen för att han var för ung för rollen. Han ersattes av Murray Hamilton.

### Genombrott

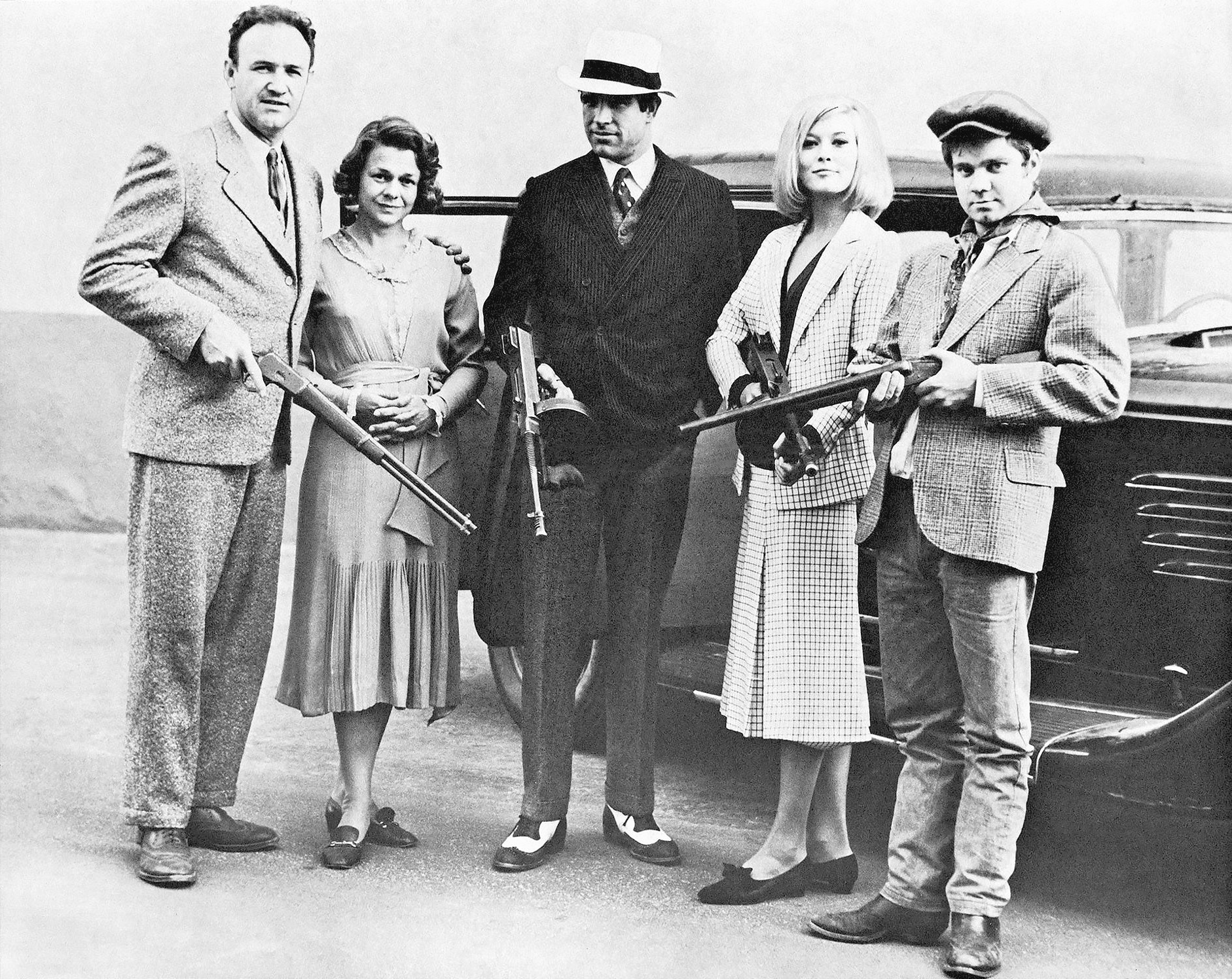
Gene Hackman, Estelle Parsons, Warren Beatty, Faye Dunaway och Michael J. Pollard på ett pressfoto inför Bonnie och Clyde (1967).

Hackman fick sitt genombrott i rollen som Buck Barrow, Clydes bror i Bonnie och Clyde (1967). Han fick rollen genom Warren Beatty, som spelade titelrollen som Clyde. Beatty hade haft Hackman i tankarna sedan de arbetade ihop i Lilith. Filmen blev en stor publiksuccé. Hos kritikerna blev den kontroversiell och anklagad för att glorifiera mord och våld. I efterhand har den setts som startpunkten för det nya Hollywood. Slutet av filmen har blivit ikoniskt som "den blodigaste dödsscenen i filmhistorien". Hackman nominerade till en Oscar för Bästa manliga biroll för sin insats i filmen. Han återvände sedan till teatern i Broadwaypjäsen The Natural Look (1967) som bara fick en enda visning. Samma år gjorde han också off-Broadwaypjäsen Fragments and The Basement.
Hackman hade svårt att följa upp succén med Bonnie och Clyde, men fortsatte att arbeta i TV och på film. Han medverkade också i lågbudgetfilmer som De dödsföraktande (1969), där han spelade en fallskärmshoppare. Filmen visades på väldigt få biografer under kort tid. Man försökte till och med klippa om den för att nå fler biografer, men även det misslyckades. I efterhand har den blivit en kultfilm bland fallskärmshoppare. Han blev också erbjuden rollen som fadern Mike Brady för TV-serien The Brady Bunch, men hans agent föreslog att avböja rollen och lovade Hackman en mer lovande roll. Den rollen blev i filmen Jag sjöng aldrig för min far (1970), som blev sågad. Den gav dock Hackman hans andra Oscarsnominering för Bästa manliga biroll.
Hackman fick sedan sitt stora genombrott i rollen som polisen Jimmy "Popeye" Doyle i French Connection – Lagens våldsamma män (1971). Han fick rollen för att den påtänkta Paul Newman var för dyr. Det ryktas även om att minst sju andra kända skådespelare tillfrågades före Hackman. Regissören William Friedkin började då istället rollsätta efter bäst passande skådespelare istället för namn, och filmen har ofta påpekats som en av de bäst rollsatta filmerna. Filmen gav Hackman en Oscar för Bästa manliga huvudroll och fick ytterligare fyra Oscars, däribland för Bästa film. Filmen blev unisont hyllad och har hamnat på flera listor över tidernas bästa film.

### Etablerad karriär

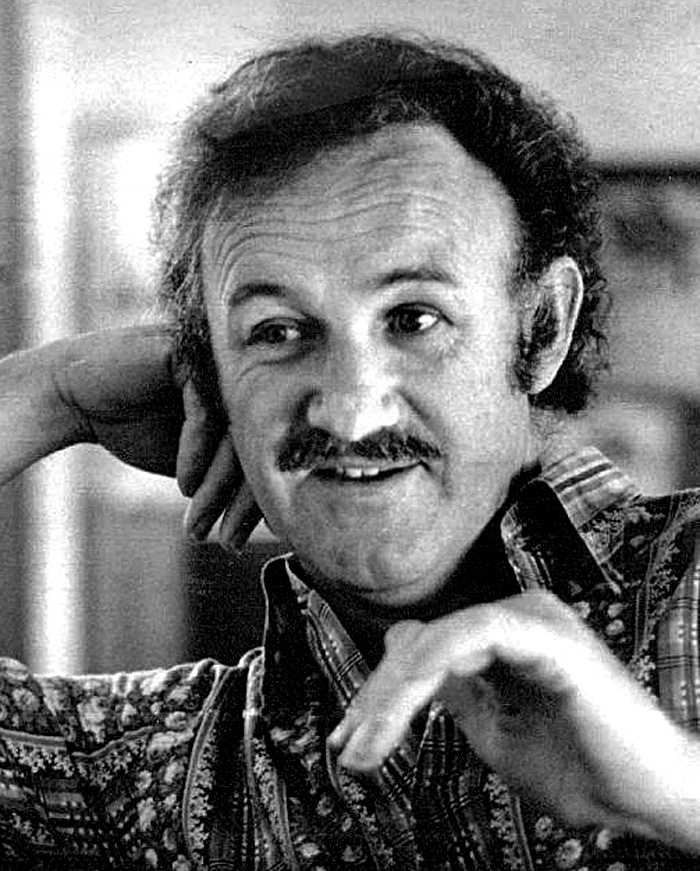
Gene Hackman 1972.

Efter French Connection medverkade Hackman i tio filmer (ej inräknat hans ikoniska cameo i Det våras för Frankenstein) under fyra år som etablerade honom som en av världens största filmstjärnor. Han medverkade först i den numera kultförklarade De kallblodiga (1972) för att sedan bli belönad med en BAFTA för sin roll i SOS Poseidon (1972). Samma år fick han också uppmärksamhet för den kontroversiella Hetsad av snuten (1972). I Fågelskrämman (1973) spelade han mot Al Pacino och filmen delade på priset Guldpalmen på filmfestivalen i Cannes med filmen Föraktet (1973). Han medverkade i Francis Ford Coppolas film Avlyssningen (1974), som även den vann Guldpalmen och nominerades till flera Oscars.
Hackman fortsatte etablera sig i den kritikerrosade och svenskregisserade filmen Pionjärerna (1974). Han repriserade sin roll som Jimmy "Popeye" Doyle i French Connection II (1975). Han medverkade tillsammans med Liza Minnelli i Oh, vilket sjöslag! (1975). För sin roll i Dödligt utspel (1975) blev Hackman återigen nominerad till en BAFTA. Även filmen De red för livet (1975) nominerades till priser. Efter att sedan ha gjort Biljett till helvetet (1977) fick han en roll i den stora ensemblefilmen En bro för mycket (1977), där han porträtterade officeren Stanisław Sosabowski. Rollen gav honom både bildligt och yrkesmässigt en plats bland Hollywoods största stjärnor. Filmen innehöll också stjärnor som Michael Caine, Sean Connery, James Caan, Anthony Hopkins och Robert Redford.

### Fortsatta framgångar
Hackman fick visa upp lite mer av sin komiska sida när han spelade skurken Lex Luthor i Superman – The Movie (1978). Filmen blev  en oerhörd succé och slog rekord i flera kategorier, som till exempel filmbolaget Warner Bros bästa premiär någonsin. Han repriserade rollen även i uppföljaren Superman II – Äventyret fortsätter (1980), som blev en än större succé än första filmen. Hackman fortsatte under hela 1980-talet att växla mellan huvudroller och biroller. Han återförenades med sin vän Warren Beatty med en biroll i Reds (1981), som blev en stor framgång. Den fick bland annat tolv Oscarsnomineringar. Han hade sedan huvudrollen i Självmordspatrullen (1983), vilket blev en stor kommersiell framgång. Han syntes sedan i en biroll I skottlinjen (1983), som skördade framgångar hos kritikerna. Hackman hade sedan återigen en huvudroll i Eureka (1983), som blev ett finansiellt misslyckande och fick ett mediokert mottagande hos kritiker. Senare har den fått upprättelse och kallats ett mästerverk och hamnat på listor om tidernas bästa film.

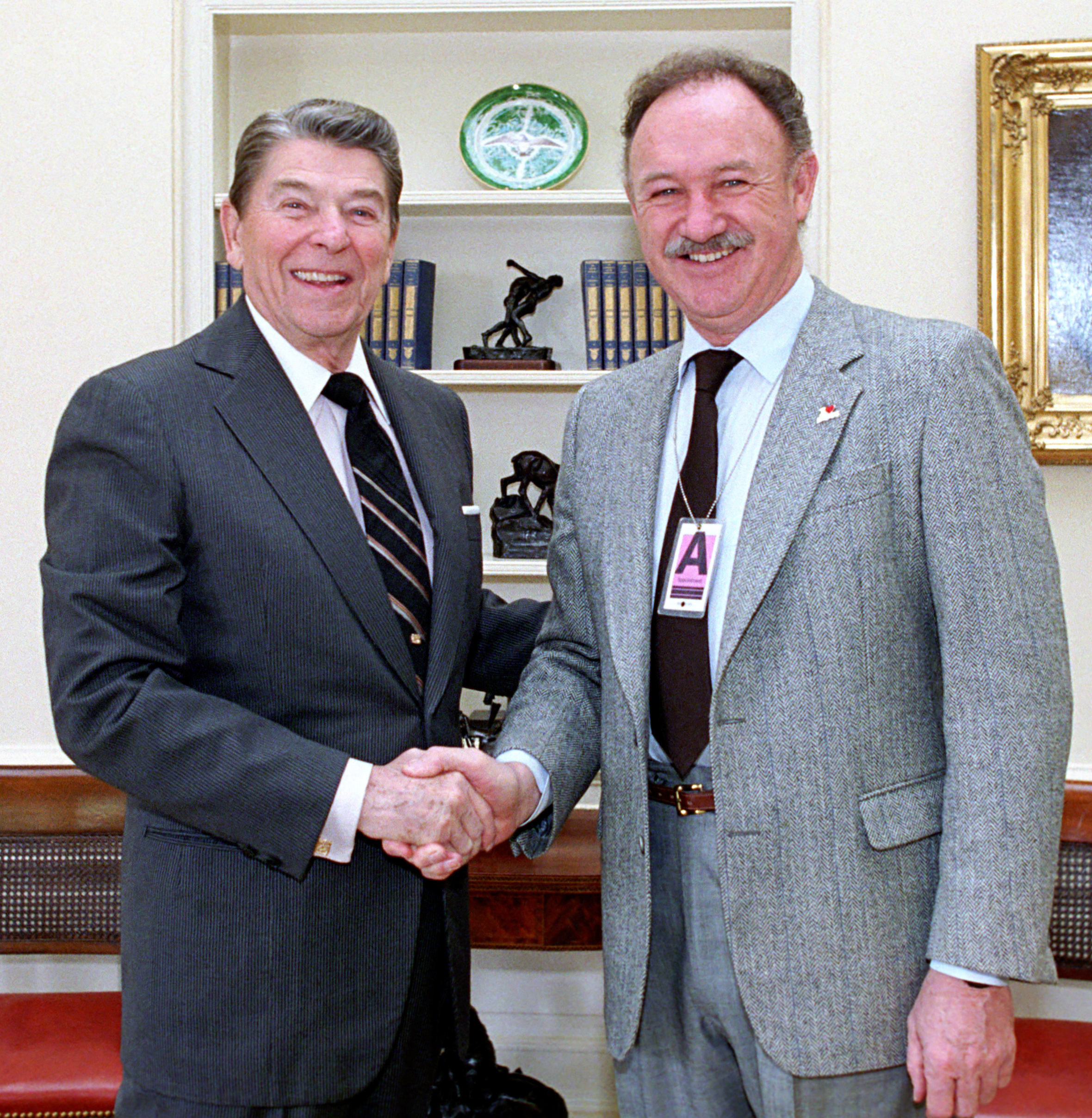
Ronald Reagan och Gene Hackman 1987.

Hackman medverkade i inte mindre än 11 filmer mellan åren 1985 och 1988, vilket gjorde honom till den hårdast arbetande skådespelaren under denna tid tillsammans med Steve Guttenberg. Hackman nominerades till en Golden Globe för Bästa manliga huvudroll för sin insats i Twice in a lifetime (1985). I filmen Hoosiers (1986) spelade han huvudrollen som baskettränaren Norman Dale. Filmen blev hyllad och en kommersiell framgång. Den anses också vara en av de bästa sportfilmerna genom tiderna. Hackman repriserade sin roll som Lex Luthor i Stålmannen i kamp för freden (1987). Även om den presterade bra på biograferna var det långt från filmstudions uppskattning. Den blev också brutalt sågad och anses ha förstört Christopher Reeves karriär. Hackmans karriär blev inte påverkad utan tvärtom blomstrade när han året efter medverkade i Mississippi brinner (1988) och blev nominerad till en Oscar för Bästa manliga huvudroll.
Hackman inledde 1990-talet med en riktig kalkonfilm, Loose Cannon (1990), där han medverkade tillsammans med Dan Aykroyd. Filmen blev ett fiasko och har ett ovanligt 0% positiva recensioner på Rotten Tomatoes. Hans nästkommande film Vykort från drömfabriken (1990) blev dock en stor succé även om hans motspelerska Meryl Streep fick den största uppmärksamheten. Han medverkade sedan i de tre filmerna Farligt möte (1990), Class Action (1991) och De sista dubbelagenterna (1991), som gick ganska obemärkt förbi. Hackman hade lovat sig själv och sin dotter att undvika fler våldsamma roller, men inför westernfilmen De skoningslösa (1992) övertalade regissören Clint Eastwood honom att spela den sadistiske sheriffen Little Bill Daggett. Filmen blev en succé och både filmen, Eastwood och Hackman hyllades av kritiker. Hackman fick sin andra Oscar för sin insats. Filmen vann även Oscars för Bästa Film, Bästa Regi och Bästa klippning, samt var nominerad i fyra andra kategorier.

### Vidare karriär
Hackman följde upp succén med De skoningslösa med ytterligare en succé i Firman (1993) där han spelade mot Tom Cruise. Han medverkade i ytterligare en westernfilm som titelrollens bror i Wyatt Earp (1994) tillsammans med ensemblen Kevin Costner, Michael Madsen, Bill Pullman, Dennis Quaid och Isabella Rossellini. Till skillnad från De skoningslösa blev filmen både sågad och en flopp. Hans nästa film, även den en western och ensemblefilm, gick något bättre med mediokra recensioner och spelade åtminstone in sin produktionskostnad. I Snabbare än döden (1995) syntes en ensemble med Leonardo DiCaprio, Sharon Stone och Russell Crowe.
Hackman medverkade tillsammans med Denzel Washington i ubåtsfilmen Rött hav (1995), som fick god kritik och blev en finansiell framgång. Han medverkade sedan i de båda komedierna Get Shorty (1995) och The Birdcage – lånta fjädrar (1996), som båda blev kritikerfavoriter och presterade bra på biograferna. Den sistnämnda blev även banbrytande som en av de ledande LGBTQ-filmerna, då den var först med att ta upp det tunga ämnet om AIDS-epidemin med humor. Det gick sedan något sämre med de två filmerna Bakom stängda dörrar (1996) och The Chamber (1996), som båda blev sågade. Han återförenades med Clint Eastwood i Absolut makt (1997), som fick blandade recensioner. I Twilight (1998) spelade Hackman mot Paul Newman och filmen blev både en flopp och sågades av kritiker. Hackman gjorde en röstroll i den animerade filmen Antz (1998), som blev mycket väl mottagen av både kritiker och publik. Han medverkade tillsammans med Will Smith i Enemy of the State (1998), där särskilt deras kemi hyllades.

### Sista rollerna och pension
Hackman medverkade i början av det nya årtusendet i ett flertal sågade filmer som inte presterade särskilt väl; däribland Under Suspicion (2000), The Replacements (2000), Heartbreakers (2001), Heist – sista stöten (2001) och Behind Enemy Lines (2001). År 2001 medverkade Hackman i Wes Andersons film The Royal Tenenbaums, där både Hackman och filmen blev unisont hyllade. Rollen gav Hackman en Golden Globe för Bästa manliga huvudroll. Han medverkade tillsammans med Dustin Hoffman, John Cusack och Rachel Weisz i De utvalda (2003), som fick ett mediokert mottagande. Han mottog samma år  Cecil B. DeMille Award på Golden Globes. Hackman medverkade sedan tillsammans med Ray Romano i En president i stan (2004), vilken blev både sågad och en flopp. Det blev Hackmans sista skådespelarroll.
Den 7 juli 2004 gav Hackman en exklusiv intervju med Larry King, där han berättade att han inte hade några som helst arbeten på gång och att ingen frågat efter honom. Han sa också att han trodde att hans skådespelarkarriär var över. När han 2008 lanserade sin tredje bok: Escape from Andersonville, bekräftade Hackman att han pensionerat sig från skådespeleriet. Han hade också fått rådet av en läkare att inte utsätta sig för stress, vilket fick honom att verkligen bestämma sig för att dra sig tillbaka. Han skrev, förutom ovanstående bok, även böckerna Wake of the Perdido Star (1999) och Justice for None (2004) tillsammans med Daniel Lenihan. Efter att han pensionerade sig från skådespeleriet skrev han två böcker i eget namn: Payback at Morning Peak (2011) och Pursuit (2013). Han var också berättarröst i två dokumentärer: The Unknown Flag Raiser of Iwo Jima (2016) och We, the Marines (2017).

## Privatliv
Hackman var gift två gånger. Med sin första hustru Faye Maltese (1929–2017) fick han tre barn; Christopher Allen, Elizabeth Jean och Leslie Anne Hackman. Paret gifte sig 1956 och skilde sig efter tre decennier 1986. 1991 gifte sig Hackman med pianisten Betsy Arakawa. De bodde i Santa Fe i New Mexico i ett hus som Hackman själv hade ritat. Hackman hade ett stort intresse för arkitektur och design.
Hackman var demokrat och stödde det demokratiska partiet. Han hamnade på presidenten Richard Nixons fiendelista och sade sig vara särskilt stolt över det. Hackman pratade dock varmt om den republikanska presidenten Ronald Reagan.
Hackman var cyklist. 2012 blev han påkörd då han cyklade i Florida Keys.

### Död
Den 26 februari 2025 påträffades Hackman, hans hustru Betsy Arakawa och en hund avlidna i parets gemensamma bostad i Santa Fe, New Mexico. Efter en utredning kunde myndigheterna efter en dryg vecka konstatera att Arakawa dött efter den 11 februari till följd av en allvarlig lungsjukdom orsakad av hantavirus. Hackman tros ha avlidit en vecka senare, den 18 februari, baserat på hans pacemakers aktivitet. Hackmans dödsorsak var hjärtfel i kombination med högt blodtryck och Alzheimers sjukdom. Han meddelade inte myndigheterna, eller någon annan, om Arakawas död, eventuellt för att han inte var medveten om det på grund av sin långt gångna Alzheimers. Hackman blev 95 år och hans hustru Betsy Arakawa blev 65 år.

## Filmografi

### Film
| År   | Titel                                    | Roll                                | Notering                   |
| ---- | ---------------------------------------- | ----------------------------------- | -------------------------- |
| 1961 | Mad Dog Coll                             | Polisman                            | Okrediterad                |
| 1964 | Lilith                                   | Norman                              |                            |
| 1966 | Hawaii                                   | John Whipple                        |                            |
| 1967 | Banning                                  | Tommy Del Gaddo                     |                            |
| 1967 | Community Shelter Planning               | Donald Ross                         | Kortfilm                   |
| 1967 | A Covenant with Death                    | Alfred Harmsworth                   |                            |
| 1967 | First to Fight                           | Sergeant Tweed                      |                            |
| 1967 | Bonnie och Clyde                         | Buck Barrow                         |                            |
| 1968 | För helvete, Mac!                        | Löjtnant Walter Brill               |                            |
| 1968 | Shadow on the Land                       | Thomas Davis                        | TV-film                    |
| 1969 | Myteriet i statsfängelset                | Red Fraker                          |                            |
| 1969 | De dödsföraktande                        | Joe Browdy                          |                            |
| 1969 | Sekundjakten                             | Eugene Claire                       |                            |
| 1969 | Förlista i rymden                        | Buzz Lloyd                          |                            |
| 1970 | Jag sjöng aldrig för min far             | Gene Garrison                       |                            |
| 1971 | Doctors' Wives                           | Dave Randolph                       |                            |
| 1971 | De jagade                                | Brandt Ruger                        |                            |
| 1971 | French Connection – Lagens våldsamma män | Jimmy 'Popeye' Doyle                |                            |
| 1972 | De kallblodiga                           | Mary Ann                            |                            |
| 1972 | SOS Poseidon                             | Frank Scott                         |                            |
| 1972 | Hetsad av snuten                         | Sergeant Leo Holland                |                            |
| 1973 | Fågelskrämman                            | Max Millan                          |                            |
| 1974 | Avlyssningen                             | Harry Caul                          |                            |
| 1974 | Det våras för Frankenstein               | Harold, den blinda mannen           | Cameo                      |
| 1974 | Pionjärerna                              | Zandy Allan                         |                            |
| 1975 | French Connection II                     | Jimmy 'Popeye' Doyle                |                            |
| 1975 | Oh, vilket sjöslag!                      | Kibby Womack                        |                            |
| 1975 | Dödligt utspel                           | Harry Moseby                        |                            |
| 1975 | De red för livet                         | Sam Clayton                         |                            |
| 1977 | Biljett till helvetet                    | Roy Tucker                          |                            |
| 1977 | En bro för mycket                        | Major General Stanisław Sosabowski  |                            |
| 1977 | March or Die                             | Major William Sherman Foster        |                            |
| 1978 | Superman – The Movie                     | Lex Luthor                          |                            |
| 1980 | Superman II – Äventyret fortsätter       | Lex Luthor                          |                            |
| 1981 | Nattöppet                                | George Dupler                       |                            |
| 1981 | Reds                                     | Pete Van Wherry                     |                            |
| 1983 | I skottlinjen                            | Alex Grazier                        |                            |
| 1983 | Two of a Kind                            | Gud                                 | Röstroll, okrediterad      |
| 1983 | Självmordspatrullen                      | Överste Jason Rhodes                |                            |
| 1983 | Eureka                                   | Jack McCann                         |                            |
| 1984 | Misunderstood                            | Ned Rawley                          |                            |
| 1985 | Twice in a lifetime                      | Harry MacKenzie                     |                            |
| 1985 | Target                                   | Walter Lloyd / Duncan 'Duke' Potter |                            |
| 1986 | Power                                    | Wilfred Buckley                     |                            |
| 1986 | Hoosiers                                 | Tränare Norman Dale                 |                            |
| 1987 | Ingen utväg                              | David Brice                         |                            |
| 1987 | Stålmannen i kamp för freden             | Lex Luthor                          | Även röst till Nuclear Man |
| 1988 | Bat*21                                   | Överstelöjtnant Iceal Hambleton     |                            |
| 1988 | McGuinns blodshämnd                      | Danny McGuinn                       |                            |
| 1988 | En annan kvinna                          | Larry Lewis                         |                            |
| 1988 | Månsken över lugnt vatten                | Floyd                               |                            |
| 1988 | Mississippi brinner                      | FBI Agent Rupert Anderson           |                            |
| 1989 | I sista sekunden                         | Sergeant Johnny Gallagher           |                            |
| 1990 | Loose Cannons                            | Detective MacArthur 'Mac' Stern     |                            |
| 1990 | Vykort från drömfabriken                 | Lowell Kolchek                      |                            |
| 1990 | Farligt möte                             | Robert Caulfield                    |                            |
| 1991 | Class Action                             | Jedediah Tucker Ward                |                            |
| 1991 | De sista dubbelagenterna                 | Sam Boyd                            |                            |
| 1992 | De skoningslösa                          | Sheriff Bill 'Little Bill' Daggett  |                            |
| 1993 | Firman                                   | Avery Tolar                         |                            |
| 1993 | Geronimo                                 | Brigad General George Crook         |                            |
| 1994 | Wyatt Earp                               | Nicholas Earp                       |                            |
| 1995 | Snabbare än döden                        | John Herod                          |                            |
| 1995 | Rött hav                                 | Kapten Frank Ramsey                 |                            |
| 1995 | Get Shorty                               | Harry Zimm                          |                            |
| 1996 | The Birdcage – lånta fjädrar             | Senator Kevin Keeley                |                            |
| 1996 | Bakom stängda dörrar                     | Dr. Lawrence Myrick                 |                            |
| 1996 | The Chamber                              | Sam Cayhall                         |                            |
| 1997 | Absolut makt                             | President Allen Richmond            |                            |
| 1998 | Twilight                                 | Jack Ames                           |                            |
| 1998 | Antz                                     | General Mandible                    | Röstroll                   |
| 1998 | Enemy of the State                       | Edward "Brill" Lyle                 |                            |
| 2000 | Under Suspicion                          | Henry Hearst                        | Även producent             |
| 2000 | The Replacements                         | Tränare Jimmy McGinty               |                            |
| 2001 | The Mexican                              | Arnold Margolese                    | Cameo                      |
| 2001 | Heartbreakers                            | William B. Tensy                    |                            |
| 2001 | Heist - Sista stöten                     | Joe Moore                           |                            |
| 2001 | Behind Enemy Lines                       | Amiral Leslie Reigart               |                            |
| 2001 | Royal Tenenbaums                         | Royal Tenenbaum                     |                            |
| 2003 | De utvalda                               | Rankin Fitch                        |                            |
| 2004 | En president i stan                      | Monroe 'Eagle' Cole                 |                            |
| 2016 | The Unknown Flag Raiser of Iwo Jima      | Berättare                           | Dokumentär                 |
| 2017 | We, the Marines                          | Berättare                           | Dokumentär                 |

### TV
| År        | Titel                        | Roll                                            | Notering                                    |
| --------- | ---------------------------- | ----------------------------------------------- | ------------------------------------------- |
| 1959-1962 | The United States Steel Hour | Olika roller                                    | 8 avsnitt                                   |
| 1959-1964 | Brenner                      | Officer Richard Clayburn / Patrolman Claibourne | 3 avsnitt                                   |
| 1961      | Tallahassee 7000             | Joe Lawson                                      | Avsnitt: "The Fugitive"                     |
| 1961-1963 | Försvarsadvokaterna          | Jerry Warner / Stanley McGuirk                  | 2 avsnitt                                   |
| 1963      | Look Up and Live             | Frank Collins                                   | Avsnitt: "Look Up and Live"                 |
| 1963      | Naked City                   | Mr. Jasper                                      | Avsnitt: "Prime of Life"                    |
| 1963      | Route 66                     | Motorist                                        | Avsnitt: "Who Will Cheer My Bonny Bride?"   |
| 1963      | The DuPont Show of the Week  | Douglas McCann                                  | Avsnitt: "Ride with Terror"                 |
| 1963      | East Side/West Side          | Polisman                                        | Avsnitt: "Creeps Live Here"                 |
| 1966      | The Trials of O'Brien        | Roger Nathan                                    | Avsnitt: "The Only Game in Town"            |
| 1966      | Hawk                         | Houston Worth                                   | Avsnitt: "Do Not Mutilate or Spindle"       |
| 1967      | The F.B.I.                   | Herb Kenyon                                     | Avsnitt: "The Courier"                      |
| 1967      | The Invaders                 | Tom Jessup                                      | Avsnitt: "The Spores"                       |
| 1967      | Iron Horse                   | Harry Wadsworth                                 | Avsnitt: "Leopards Try, But Leopards Can't" |
| 1967      | CBS Playhouse                | Ned                                             | Avsnitt: "My Father and My Mother"          |
| 1967      | I Spy                        | Frank Hunter                                    | Avsnitt: "Happy Birthday Everybody"         |
| 1967      | Insight                      | Holt                                            | Avsnitt: "Confrontation"                    |
| 2008      | Diners, Drive-Ins and Dives  | Sig själv                                       | Avsnitt: "Big Breakfast"                    |

### Teater
| År        | Titel                     | Roll                      | Teater                                              |
| --------- | ------------------------- | ------------------------- | --------------------------------------------------- |
| 1960-1961 | The Premise               | Olika roller              | The Premise, New York                               |
| 1963      | Children from Their Games | Charles Widgin Rochambeau | Morosco Theatre, New York                           |
| 1963      | A Rainy Day in Newark     | Sidney Rice               | Belasco Theatre, New York                           |
| 1963      | Come to the Palace of Sin | Uppträdare                | Lucille Lortel Theatre, New York                    |
| 1964-1965 | Any Wednesday             | Cass Henderson            | Music Box Theatre / George Abbott Theatre, New York |
| 1964-1965 | Poor Richard              | Sydney Caroll             | Helen Hayes Theatre, New York                       |
| 1967      | The Natural Look          | Dr. Barney Harris         | Longacre Theatre, New York                          |
| 1967      | Fragments / The Basement  | Baxter / Zach             | Cherry Lane Theatre, New York                       |
| 1992      | Death and the Maiden      | Roberto Miranda           | Brooks Atkinson Theatre, New York                   |